# Juncus repens
Juncus repens är en tågväxtart som beskrevs av André Michaux. Juncus repens ingår i släktet tåg, och familjen tågväxter. Inga underarter finns listade i Catalogue of Life.

## Bildgalleri

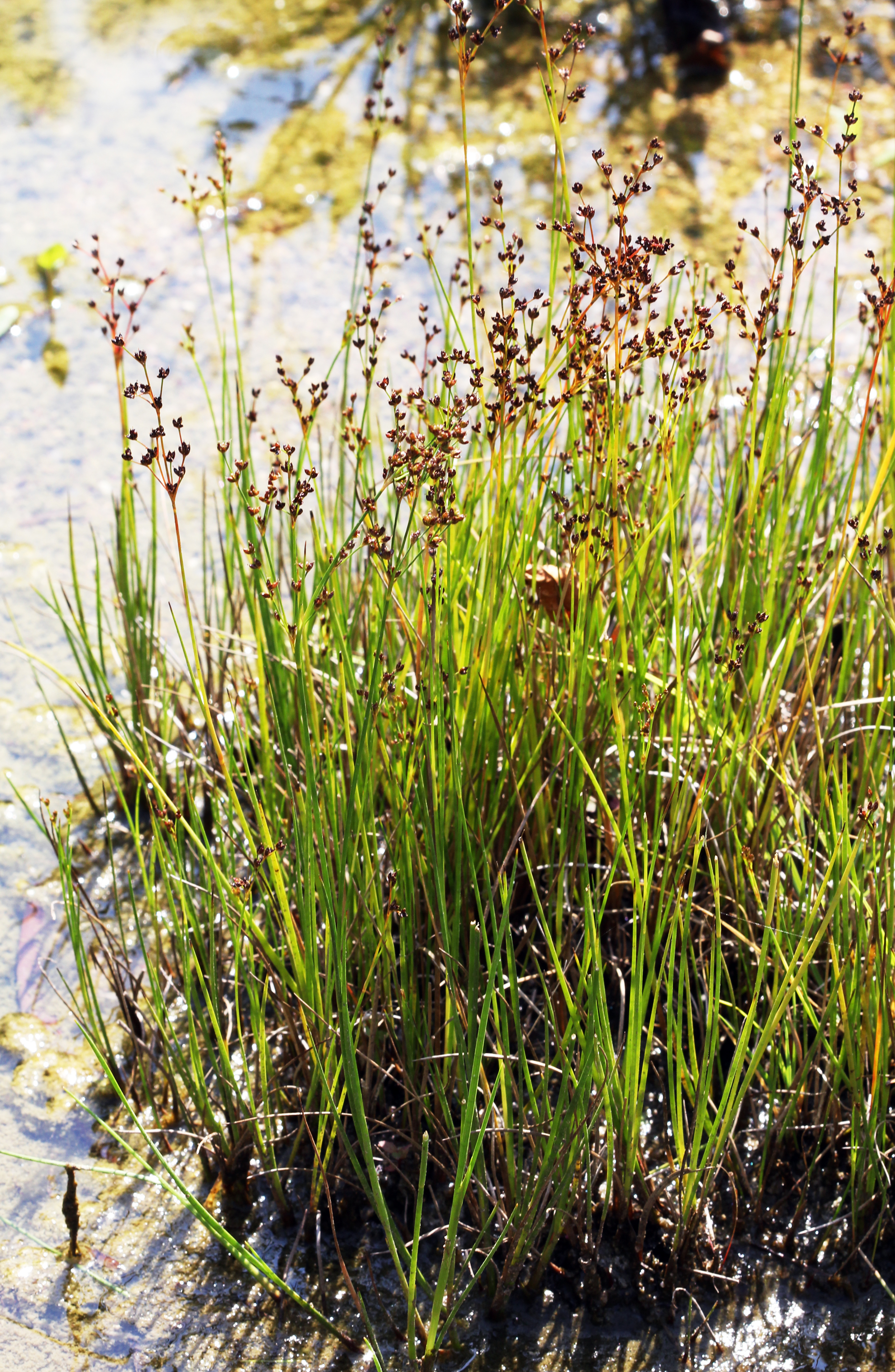
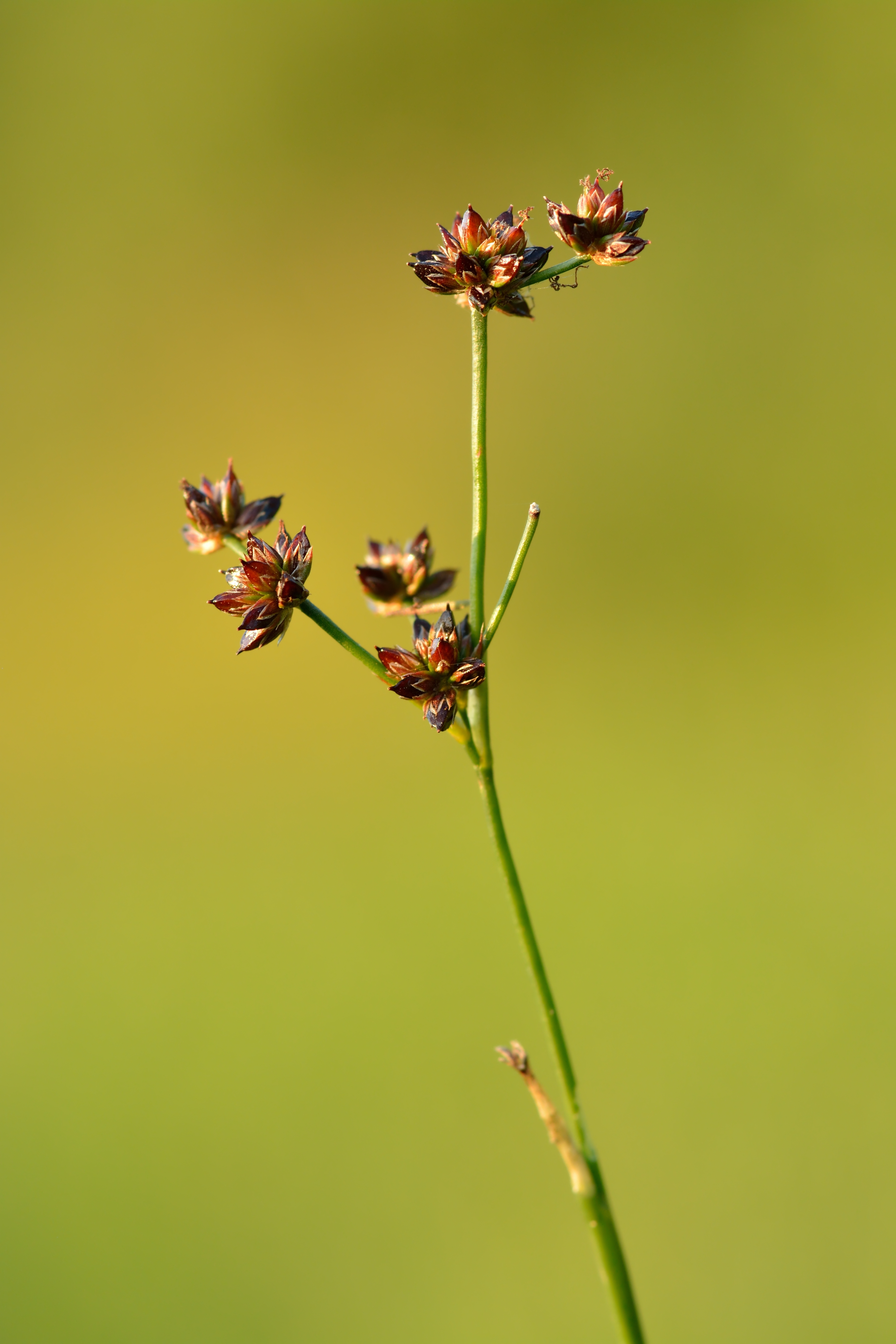